# Vitalij Melnikov
Vitalij Melnikov (russisk: Виталий Вячеславович Мельников) (født 1. maj 1928 i Svobodnyj i Sovjetunionen, død 21. marts 2022 i Sankt Petersborg i Rusland) var en sovjetisk filminstruktør og manuskriptforfatter.

## Filmografi
- Natjalnik Tjukotki (Начальник Чукотки, 1966)[1][2]
- Mama vysjla zamuzj (Мама вышла замуж, 1969)
- Sem nevest efrejtora Zbrujeva (Семь невест ефрейтора Збруева, 1970)
- Zdravstvuj i prosjjaj (Здравствуй и прощай, 1972)
- Ksenija, ljubimaja zjena Fjodora (Ксения, любимая жена Фёдора, 1974)
- Starsjij syn (Старший сын, 1976)
- Zjenitba (Женитьба, 1977)
- Tjuzjaja zjena i muzj pod krovatju (Чужая жена и муж под кроватью, 1984)
- Vyjti zamuzj za kapitana (Выйти замуж за капитана, 1985)
- Pervaja vstretja, poslednjaja vstretja (Первая встреча, последняя встреча, 1987)
- Tjitja (Чича, 1991)
- Tsarevitj Aleksej (Царевич Алексей, 1997)
- Lunoj byl polon sad (Луной был полон сад, 2000)
- Bednyj, bednyj Pavel (Бедный бедный Павел, 2003)
- Poklonnitsa (Поклонница, 2012)